# حسین کمالی
حسین کمالی (متولد ۵ مرداد ۱۳۳۲ در دورود) دبیرکل حزب اسلامی کار ،از بنیان‌گذاران خانه کارگر ، نمایندهٔ مردم تهران در ادوار اول، دوم و سوم مجلس شورای اسلامی ، وزیر کار و امور اجتماعی ایران در دولتهای ششم، هفتم و هشتم و مشاور رئیس مجمع تشخیص مصلحت نظام در دوران ریاست اکبر هاشمی رفسنجانی است. او در ادوار مختلف رئیس خانه احزاب ایران و رئیس فراکسیون اصلاح طلبان خانه احزاب بوده است. وی یکی از نامزدهای ریاست جمهوری دورهٔ یازدهم از سوی جامعه کارگری و احزاب خانهٔ کارگر و حزب اسلامی کار بود که با حضور اکبر هاشمی رفسنجانی در انتخابات، به نفع وی انصراف داد.

## زندگی
حسین کمالی هشت سال وزیر کار و امور اجتماعی در کابینه اول و دوم اکبر هاشمی رفسنجانی و چهار سال در کابینه اول سید محمد خاتمی بوده‌است. او نماینده مردم تهران در سه دوره اول مجلس شورای اسلامی و در آن زمان دبیرکل خانه کارگر نیز بود. وی تا پایان عمر هاشمی رفسنجانی در مجمع تشخیص مصلحت نظام مشاور او بود. وی اکنون دبیرکل حزب اسلامی کار و رئیس خانه احزاب ایران می‌باشد.